# Paragryllodes anjani
Paragryllodes anjani är en insektsart som beskrevs av Bhowmik 1970. Paragryllodes anjani ingår i släktet Paragryllodes och familjen syrsor. Inga underarter finns listade i Catalogue of Life.